# ピアフロート
ピアフロートは、ヨッティングワールド株式会社が登録商標を有する組立式浮桟橋（ポンツーン）である。
過去には 1980年代より別名で販売されていたが、現在はピアフロートという名称に統一されている。
商品本体には Piafloat と表記されている。

## 解説
１つのサイズが約50cm x 約50cm・高さ約40cm・重さが6kg という持ち運びやすさにより、組立式の浮桟橋として圧倒的な利用実績を持っている。
マリーナや漁業利用以外にも、水族館、大型スポーツイベント、土木工事現場では全国多くの現場で使用される。
近年ではスーパーカミオカンデ内の水上作業足場としての利用や2020年東京オリンピックの現場でも多く使用された